# ريتشل براون
ريتشل براون (بالإنجليزية: Rachel Brown)‏ هي كاتبة غنائية أمريكية، ولدت في القرن العشرين.

## وصلات خارجية
- راشيل براون على موقع ميوزك برينز (الإنجليزية)